# Син Зоряного чоловіка
Син Зоряного чоловіка (англ. Star Man's Son) — науково-фантастичний роман американської письменниці Андре Нортон, вперше опублікований 1952 року.

## Зміст
Після ядерної війни залишились тільки невеликі поселення поза містами.
База підготовки космонавтів у горах теж стала одним з таких поселень. Їхні потомки почали називати себе Зоряними людьми.
Форс від народження мав мутації що дозволяли йому бачити вночі і спілкуватись з гігантською кішкою-мутантом Лурою, тому його не прийняли в плем'я.
Після смерті батька, він викрав його особисті речі і вирушив у подорож.
Плем'я Зоряних людей славилося здобутком знань Древніх і тому поважалось іншими племенами.
Форс вирішив виконати завдання, під час якого загинув його батько: розвідати дальні землі, скласти їх карту і добути нові книги зі зруйнованих міст.
Під час подорожі він уник мисливців кочівників і в місті зустрів пораненого темношкірого мисливця Ерскіна.
Він надав йому допомогу й вони разом втекли від мутантів, які обжили це місто.
Добравшись до племені Ерскіна, вони зустріли там Ярла, одного з вождів Зоряного племені.
Він попросив Форса допомогти йому об'єднати плем'я Ерскіна і плем'я кочовиків проти мутантів, які діяли під проводом надзвичайно розумного вождя.
Об'єднані племена перемогли в битві, в якій загинув вождь мутантів.
І кожне плем'я, запропонувало Форсу приєднатись до нього, враховуючи його знання мов і надзвичайні здібності.
Форс вирішує повернутись до Зоряних людей, і отримує там зірку члена племені та посаду дипломата.